# Batteriemia
La batteriemia, in senso stretto, è la presenza di batteri nel sangue. La batteriemia asintomatica può verificarsi durante le normali attività quotidiane come l'igiene orale e dopo procedure mediche minori. In una persona sana, queste infezioni clinicamente benigne sono transitorie e non causano ulteriori conseguenze. Tuttavia, quando i meccanismi di risposta immunitaria falliscono o vengono sopraffatti, la batteriemia diventa un'infezione del flusso sanguigno che può evolvere in vari quadri clinici e viene differenziata come setticemia. La batteriemia non trattata e clinicamente significativa progredisce verso la sindrome da risposta infiammatoria sistemica, setticemia, shock settico e sindrome da disfunzione multiorgano.

## Epidemiologia
La regione geografica, la popolazione dei pazienti, la resistenza ai farmaci e le pratiche di prevenzione delle infezioni in ciascuna istituzione influenzano gli organismi causali delle infezioni del flusso sanguigno. Considerando che i pazienti anziani con molteplici comorbilità sono più inclini a risiedere in centri comunitari e ad essere ricoverati in ospedale, non sorprende che siano a maggior rischio di sviluppare batteriemia. Tradizionalmente, i batteri gram-negativi erano la principale causa della maggior parte delle infezioni del flusso sanguigno nosocomiali negli Stati Uniti e sono ancora l'organismo più comune associato alla batteriemia acquisita in comunità. Tuttavia, con l'invecchiamento della popolazione e le procedure correlate ai dispositivi, i batteri aerobi gram-positivi hanno registrato un aumento nella prevalenza negli ultimi due decenni.

## Eziologia
Determinare la fonte primaria dell'infezione è cruciale nella gestione di un paziente con batteriemia, così come nell'identificazione della popolazione di pazienti interessata. Fonti comuni nei pazienti ospedalizzati includono l'apparato respiratorio e i cateteri permanenti, in particolare i cateteri venosi centrali. Le infezioni non trattate delle vie urinarie sono la causa più comune di batteriemia acquisita dalla comunità. Le infezioni dei tessuti molli e intraaddominali non sono altrettanto comuni e sono più diffuse nell'ambito chirurgico post-operatorio. Escherichia coli è la causa più comune di batteriemia associata a batteri gram-negativi, mentre Staphylococcus aureus è l'organismo gram-positivo più comune.

## Fisiopatologia
Tutte le infezioni batteriche dipendono dal sistema immunitario dell'ospite, che è influenzato dalla loro firma genetica, nonché da carenze congenite ed acquisite. Le risposte immunitarie innate e adattative cellulari sono responsabili della rimozione iniziale dei microrganismi, mentre il fegato e la milza filtrano i batteri attivi nel sangue circolante. Nella sua forma più basilare, i batteri inizieranno a colonizzare la loro fonte primaria di localizzazione. In questo punto, i batteri possono diventare transitori e clinicamente insignificanti o possono sfuggire alla risposta immunitaria dell'ospite e aumentare in numero, diventando un'infezione locale che può alla fine migrare in altre parti del corpo. Se i batteri sono vitali ed entrano nel flusso sanguigno circolante, l'infezione può ancora risolversi spontaneamente o evolvere in setticemia. La prima barriera all'invasione batterica è la pelle e le superfici mucose. Le condizioni che interferiscono con queste barriere di difesa naturali includono comunemente procedure mediche che attraversano la pelle e le lumina anatomiche. Inoltre, eventi traumatici, ustioni, ulcere e gli effetti naturali dell'invecchiamento possono precipitare la rottura delle difese immunitarie.

## Clinica

### Segni e sintomi
La presentazione classica in un paziente batteremico è la presenza di febbre. Non è necessario che si verifichino brividi e/o brividi; tuttavia, la presenza di tali segni dovrebbe far comprendere al medico che un paziente febbrile è ora batteremico. Lo sviluppo di setticemia che porta a sepsi e shock settico comporta comunemente ipotensione, alterazione dello stato mentale e diminuzione della produzione di urina dovuta all'ipovolemia causata dalla perdita di liquidi dai capillari. Man mano che l'infezione si diffonde, altri organi possono essere colpiti, causando la sindrome da distress respiratorio acuto e l'insufficienza renale acuta.

### Diagnosi
Identificare o presumere la fonte dell'infezione determinerà le misure diagnostiche da adottare. Dovrebbe esserci una soglia bassa per richiedere esami di laboratorio e di imaging, poiché il tempo è essenziale per prevenire la setticemia. Nei pazienti presunti batteremici, i primi esami di laboratorio dovrebbero includere un livello di lattato e colture del sangue; idealmente, due serie di colture dovrebbero essere prese da ciascun braccio per valutare la presenza di organismi aerobici ed anaerobici. In ambiente ospedaliero, nella maggior parte dei pazienti, almeno, sarà necessario effettuare una radiografia del torace e un'analisi delle urine con coltura. Un paziente chirurgico potrebbe richiedere una tomografia computerizzata della zona della loro chirurgia per valutare la formazione di un ascesso o raccolta, nonché colture delle ferite per le infezioni del sito chirurgico. Allo stesso modo, un paziente intubato o che presenta una malattia polmonare richiederà colture delle secrezioni bronchiali. I pazienti con cateteri venosi permanenti, cateteri per l'emodialisi o port-a-cath dovrebbero avere i loro cateteri rimossi e i loro estremi sottoposti a coltura.

## Trattamento
La batteriemia richiede antibiotici urgenti e appropriati. Un ritardo nell'administrazione di antibiotici appropriati è associato a un aumento della morbilità e della mortalità. Gli antibiotici empirici dovrebbero seguire un approccio logico basato sulla storia del paziente e sulla situazione attuale. Ad esempio, l'infezione è acquisita in comunità o in ospedale, qual è l'esposizione recente del paziente alle cure mediche, i trattamenti medici o chirurgici recenti e qual è la resistenza antibiotica locale? Prima che si finalizzi una colorazione di Gram, tutti i pazienti dovrebbero ricevere antibiotici ad ampio spettro che coprono batteri gram-positivi e gram-negativi, tra cui cefalosporine di ultima generazione o un inibitore della beta-lattamasi. La copertura per Pseudomonas è applicabile per la batteriemia acquisita in ospedale, così come per un paziente con recente esposizione alle cure mediche. Inoltre, la vancomicina dovrebbe essere aggiunta per coprire organismi gram-positivi resistenti, in particolare Staphylococcus aureus meticillino-resistente (MRSA). Quando il medico ottiene le colture definitive, gli antibiotici dovrebbero essere adattati alla terapia diretta a partire dalla colorazione di Gram e, alla fine, dalla suscettibilità agli antimicrobici. Non esiste una durata ottimale del trattamento. Nella maggior parte dei casi, il trattamento antibiotico dovrebbe continuare per sette-14 giorni e dovrebbe essere sempre somministrato per via parenterale. Gli agenti per via orale sono raccomandati quando i pazienti sono afebrili da almeno 48 ore e sono altrimenti clinicamente stabili.